# 中島英史
中島 英史（なかしま ひでふみ、1963年 - ）は、日本の経済産業技官。独立行政法人石油天然ガス・金属鉱物資源機構特命参与を経て、秋田県副知事を務めた。

## 人物・経歴
熊本県熊本市出身。熊本県立熊本高等学校を経て、1987年九州大学工学部資源工学科卒業、通商産業省入省。1995年外務省在ブルガリア日本国大使館出向。1998年資源エネルギー庁長官官房鉱業課。2000年石油公団計画第二部調査役。2003年経済産業省経済産業政策局地方調整室長。2004年経済産業省中国経済産業局資源エネルギー環境部長。2006年独立行政法人新エネルギー・産業技術総合開発機構京都メカニズム事業推進部長。2008年独立行政法人新エネルギー・産業技術総合開発機構研究開発推進部長。
2009年経済産業省九州経済産業局地域経済部長。2011年独立行政法人石油天然ガス・金属鉱物資源機構企画調整部長。2012年から独立行政法人石油天然ガス・金属鉱物資源機構特命参与（地熱担当）兼地熱部長として、湯沢市の地熱発電所整備の支援などを行ったのち、2015年から秋田県副知事を務めた。2017年の秋田県豪雨災害では、佐竹敬久秋田県知事が宮城県でゴルフをしていたことの道義的責任として、堀井啓一副知事とともに給与の一部自主返納を行った。2018年経済産業省大臣官房付、退官。2019年日本電線工業会常務理事、一般社団法人電線総合技術センター理事。